# Питчер

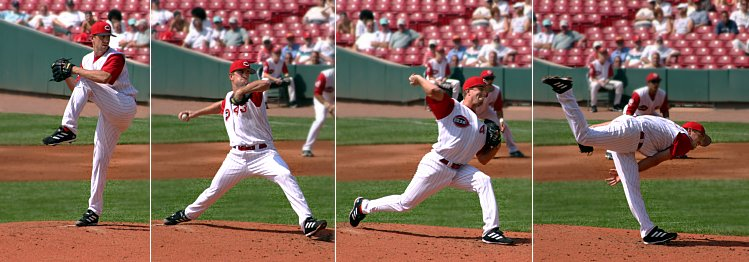
Питчер Брэндон Классен из «Цинциннати Редс» подаёт мяч в сторону дома

Питчер (англ. Pitcher — подающий) — в бейсболе это игрок, который бросает мяч с питчерской горки к дому, где его ловит кетчер и пытается отбить бьющий. В Национальной лиге и Японской центральной лиге питчер также отбивает мяч при игре команды в нападении. Начиная с 1973 года в Американской лиге разрешено вместо питчера ставить на отбивание другого игрока, называемого назначенный хиттер, который в защите не играет.
Противоборство питчера и бьющего является основой бейсбола, от питчера во многом зависит динамика игры и часто успехи или ошибки питчера определяют победителя матча. В большинстве случаев задача питчера сводится к подаче мяча на «дом» так, чтобы бьющий не смог нормально отбить мяч. Питчеры изучают сильные и слабые стороны бьющих, стараясь подать именно такие подачи, которые трудно отбить конкретному бьющему. Кроме того, питчер постоянно должен контролировать игроков противника на базах, чтобы не дать им перебежать на следующую базу во время подачи.
Питчер — наиболее ответственная роль в команде, для успешной игры на которой игрок должен обладать хорошими физическими данными и способностью читать игру. Подачи отнимают у питчера много сил, а полноценная игра обычно состоит из 120—170 подач каждой команды. Поэтому питчер, который начинает игру, обычно её не заканчивает. Также в чемпионатах, в которых игры проходят практически ежедневно, используется ротация питчеров, чтобы они могли отдыхать несколько дней после своей игры. Питчеры делятся на две основные категории: стартовые, которые начинают игру, и реливеры, которые выходят на замену по ходу игры.
Различают три основных вида подач в бейсболе:
- Фастболл (Fastball) — прямая подача, при которой упор делается на скорость полёта мяча, является наиболее распространённой подачей.
- Кручёная подача (Breaking ball) — подача, при которой мяч движется по кривой траектории, чем вводит в заблуждение отбивающего.
- Чендж-ап (Changeup) или слоуболл — прямая подача, при которой мяч движется медленно, из-за чего отбивающему сложно выбрать момент удара.

Существуют вариации этих подач, например, фастболл с подкруткой. Также питчеры в определённых ситуациях прибегают к неортодоксальным подачам, которые не очень практичны, но могут быть полезны из-за эффекта неожиданности. К таким подачам можно отнести наброс мяча на базу по очень высокой дуге.